# Episodi di Royal Crackers (seconda stagione)
La seconda stagione della serie animata Royal Crackers, composta da 10 episodi, viene trasmessa negli Stati Uniti, da Adult Swim, dal 29 febbraio al 2 maggio 2024.
In Italia la serie è inedita.
| nº | Titolo originale        | Prima TV USA     |
| -- | ----------------------- | ---------------- |
| 1  | Fight for J. Davis High | 29 febbraio 2024 |
| 2  | Catalina                | 7 marzo 2024     |
| 3  | MyCycle                 | 14 marzo 2024    |
| 4  | Bro Down                | 21 marzo 2024    |
| 5  | Bidai                   | 28 marzo 2024    |
| 6  | Tracker                 | 4 aprile 2024    |
| 7  | Mall                    | 11 aprile 2024   |
| 8  | Rachel                  | 18 aprile 2024   |
| 9  | Prison                  | 25 aprile 2024   |
| 10 | Dog                     | 2 maggio 2024    |